# اکساکیشلا، کازلوک
اکساکیشلا، کازلوک (به لاتین: Akçakışla, Kozluk) یک منطقهٔ مسکونی در ترکیه است که در استان باتمان واقع شده‌است.

## خصوصیات
اکساکیشلا ۴۸۸ نفر جمعیت دارد.